# Tallparakit
Tallparakit (Rhynchopsitta terrisi) är en utrotningshotad fågel i familjen västpapegojor inom ordningen papegojfåglar. Den förekommer enbart i bergstrakter i östra Mexiko.

## Utseende och läten
Tallparakiten är en stor (40–45 cm) och mörkgrön aralik parakit med kraftig näbb. Adulta fåglar har rödbrunt på pannan och i ett ögonstreck, mörkröda skuldror och "lår", en gul ögonring och en lång, spetsig stjärt. Ving- och stjärtpennor verkar svarta underifrån. Den mycket kraftiga näbben är mörk. Förstaårsfåglar har ljus näbb och saknar rödbrunt på ögonbrynet, rött på skuldran och den gula ögonringen. Liknande tjocknäbbad parakit är mindre, har gult på vingundersidorna och röda teckningar på huvudet. Lätet är ett ljust, rullande "cr-a ak". På håll låter flockar som samlarspettar.

## Utbredning och systematik
Fågeln förekommer i bergen i östra Mexiko (Sierra Madre Oriental). Den behandlas som monotypisk, det vill säga att den inte delas in i några underarter.

## Status och hot
IUCN kategoriserar arten som starkt hotad.

## Namn
Robert Thomas Moore som beskrev arten 1947 gav den det vetenskapliga namnet terrisi för att hedra sin son Terris Moore (1908-1993).